# Гимарей
Гимарей (порт. Guimarei)  —  район (фрегезия) в Португалии,  входит в округ Порту. Является составной частью муниципалитета  Санту-Тирсу. Находится в составе крупной городской агломерации Большой Порту. По старому административному делению входил в провинцию Дору-Литорал. Входит в экономико-статистический  субрегион Аве, который входит в Северный регион. Население составляет 736 человек на 2001 год. Занимает площадь 6,43 км².